# ميناء جوادر
ميناء غوادار (الأردية: گوادر بندرگاه؛ إيبا: gʷɑːd̪əɾ bənd̪əɾgɑː) ميناء عميق يقع على بحر العرب في جوادر في مقاطعة بالوشيستان في باكستان. ويبرز الميناء بشكل بارز في خطة الممر الاقتصادي بين الصين وباكستان، وهو يعتبر حلقة وصل بين المشروع الطموح في الحزام الواحد والطريق الواحد.
وقد لوحظ لأول مرة إمكانية جوادر في أن يكون ميناء بحري عميق المياه في عام 1954، في حين كانت المدينة لا تزال تحت سيطرة سلطنة عُمان. لم تتحقق خطط بناء الميناء حتى عام 2007، عندما تم افتتاح الميناء من قبل بارفيز مشرف بعد أربع سنوات من البناء، بتكلفة 248 مليون دولار.
في عام 2015 أُعلن أن المدينة والميناء سيتم تطويرها في إطار كبيكCPEC بتكلفة 1.62 مليار دولار، بهدف ربط شمال باكستان وغرب الصين بميناء المياه العميقة. وسيكون الميناء أيضا موقعا لمرفق غاز طبيعي مسال عائم سيتم بناؤه كجزء من الجزء الأكبر من غوادار-نوابشاه الذي يبلغ 2.5 مليار دولار من مشروع خط أنابيب الغاز الإيراني الباكستاني. بدأ البناء في يونيو 2016 على منطقة جوادر الاقتصادية الخاصة، التي يجري بناؤها على 2992 فدان الموقع المتاخم لميناء جوادر. في أواخر عام 2015، تم تأجير الميناء رسميا للصين لمدة 43 عاما، حتى عام 2059.
أصبح ميناء جوادر يعمل رسميا في 14 نوفمبر 2016، عندما افتتحه رئيس الوزراء الباكستاني محمد نواز شريف؛ شوهدت أول قافلة من قبل رئيس أركان الجيش الباكستاني، الجنرال رحيل شريف.

## الموقع
يقع ميناء جوادر على شواطئ بحر العرب في مدينة جوادر، التي تقع في مقاطعة بالوشيستان الباكستانية. يقع الميناء على بعد 533 كم من أكبر مدينة في باكستان، كراتشي، وحوالي 120 كم من الحدود الإيرانية. و على بعد 380 كم (240 ميل) من سلطنة عمان، وبالقرب من ممرات الشحن الرئيسية للنفط من الخليج العربي. وتعد المنطقة المحيطة الموطن الأكبر لنحو ثلثي احتياطات النفط المؤكدة في العالم. وهو أيضا أقرب ميناء بحري للمياه الدافئة إلى البلدان غير الساحلية، ولكن الهيدروكربونية الغنية، وجمهوريات آسيا الوسطى، فضلا عن أفغانستان.
يقع الميناء في منطقة صخرية في بحر العرب تشكل جزءا من شبه جزيرة على شكل رأس مطرقة طبيعية تبرز من الساحل الباكستاني. والمعروفة باسم برومنتوري غوادار، تتكون من صخور تصل إلى ارتفاع 560 قدم مع عرض 2.5 ميل التي ترتبط بالشاطئ الباكستاني من قبل برزخ ضيق ورملى طوله 12 كيلومترا. برزخ يفصل خليج بادي زير الضحلة إلى الغرب، من المياه العميقة ميناء ديمي زير في الشرق.

## خلفية المكان
حددت باكستان مدينة جوادر كموقع لبناء الميناء عام 1954 عندما كان غوادر لا يزال تحت سيطرة سلطنة عُمان، عندها انخرطت باكستان في المسح الجيولوجي للولايات المتحدة (USGS) لإجراء مسح لساحلها. ونوبت USGS المساح، وورث كوندريك، للمسح، الذين حددوا غوادار كموقع مناسب لميناء. بعد اربع سنوات من المفاوضات اشترت باكستان جوادر من سلطنة عُمان بمبلغ 3مليون دولار امريكي ،في 8 سبتمبر 1958. وأصبحت مدينة جوادر رسميا جزءا من باكستان بعد 200 عام من الحكم العُماني.
وقد تم الانتهاء من بناء رصيف صغير في جوادار في عام 1992، وتم الكشف عن مقترحات رسمية لميناء بحري عميق في جوادر بعد عام واحد في عام 1993. ووافقت الحكومة الفدرالية على بناء الميناء في كانون الأول /ديسمبر 1995 ولكن المشروع لم يتسن بدءه بسبب نقص الأموال. وفي عام 1997، حددت فرقة عمل عينتها الحكومة جوادار باعتبارها أحد مجالات التركيز في التنمية. ومع ذلك، فإن المشروع لا يزال غير قابل للتنفيذ بسبب العقوبات الاقتصادية نتيجة للتجارب النووية في مايو 1998. بدأ البناء على المرحلة الأولى من المشروع في عام 2002 بعد أن تم التوقيع على اتفاق لتشييده خلال زيارة الدولة لرئيس مجلس الدولة الصيني تشو رونغ جى في عام 2001. وبعد الانتهاء من المرحلة الأولى في عام 2007، كانت أول سفينة شحن تجارية في الميناء هي «بوس غلوري» مع 70,000 طن متري من القمح في 15 مارس / آذار 2008.

## وصلات خارجية
- Gwadar Port Authority
- HamaraGwadar.com
- Government of Pakistan, Board of Investment, Gwadar
- Latest Updates Gwadar Pakistan
- Gwadar Deep Sea Port’s Emergence as Regional Trade and Transportation Hub: Prospects and Problems